# Olak Kemang (Maro Sebo Ulu)
Olak Kemang is een bestuurslaag in het regentschap Batang Hari van de provincie Jambi, Indonesië. Olak Kemang telt 721 inwoners (volkstelling 2010).